# シリア国民連合

SNCが公式使用するシリア独立旗

シリア国民連合（シリアこくみんれんごう、英: National Coalition for Syrian Revolutionary and Opposition Forces, アラビア語: الائتلاف الوطني لقوى الثورة والمعارضة السورية）は、シリアのバッシャール・アル＝アサド政権に対する反体制派統一組織。初代議長は、ムアーズ・アル＝ハティーブ。
日本では「シリア国民連合」と呼称されるが英語名称をあえて訳せば「シリア革命・反体制派諸勢力国民連合」といった意味である。

## 設立までの経緯
シリアでは2011年に内戦が始まり、同年夏には亡命シリア人を中心としたアサド政権に対する反政府組織・シリア国民評議会(SNC)が設立され、トルコを拠点として活動を行ない、アサド政権打倒を目指す欧米諸国の支持を得ていた。しかしシリア国内の反体制派との連携が足りないと指摘され、イスラム組織の影響力が強すぎるという批判も起こる。また内部の路線対立などが原因で機能せず、仮にアサド政権が倒れても後継政権としての受け皿となり得ないと見做されるようになった。2012年10月31日にはアメリカのヒラリー・クリントン国務長官が国民評議会を反体制派のリーダーと見なしていないと発言するに至る。このため反アサド勢力を支援するアラブ諸国や西側諸国が国民評議会に変わる新たな統一的反政府組織を樹立するよう、資金援助などをちらつかせながら強い圧力をかけることとなる。11月上旬には新組織樹立に向けた具体的な動きが始まった。
一方で新組織樹立はアメリカによる押し付けであるとして、国民評議会からは反発する声もあがった。国民評議会は11月5日にカタールの首都ドーハで開いた会合にて議席数をほぼ倍増させ、シリア国内にある組織の活動家らに議席を割り当てる方針を決定し、シリア国内勢力との連携を図った。またキリスト教徒のジョルジュ・サブラーを新議長に選出するなど、従来の批判に対する対応を行った。
しかし11月11日、ドーハにおけるシリア反体制派の会合で、国民評議会を含めた各派は新たな反政府統一組織の樹立で合意。シリア国内外の反政府勢力を幅広く集め、軍事組織「自由シリア軍」を傘下に収めるこの新組織「シリア国民連合」（National Coalition of Forces of the Syrian Revolution）はアサド政権打倒と、国際的な承認を得られる暫定政権の樹立を目指すこととされた。発足時のメンバーは約60人で、代表には穏健派イスラム教説教師でイマームのムアーズ・アル＝ハティーブ師が選出された。
ムスリム同胞団と深い関わりがあり、軍の主力はシリアのムスリム同胞団とされる。

## 国際的な承認
シリア国民連合に対しては11月11日にアメリカが支援を表明したものの、武器提供には慎重とされた。11月12日には湾岸協力会議(GCC)がシリアにおける正統な代表として承認した。同日にはアラブ連盟もシリア反体制派の正当な代表者と承認する声明を発表したが、イラクとアルジェリアはこの声明に対し保留を行った。11月13日には日本の外務省が、シリア国民連合の設立を歓迎するとの外務大臣談話を発表している。
11月13日にはフランスが主要国ではじめてシリア国民連合をシリアにおける唯一の正統な代表者として承認したのに続き、19日には欧州連合が承認、21日にはイギリスも正式に承認。12月11日にはアメリカがシリア国民の正式な代表と認定した。12月12日にモロッコのマラケシュで開催された、シリア反体制派を支援する有志国による会合「シリアの友人たち」の議長総括において、シリアの正統な代表組織と認定されるなど、国際的な承認が広がっていた。
一方、シリア国内では必ずしも支持が広がっているとはいえず、2013年10月には、80の反政府勢力が「シリア国民連合を反体制派の代表として認めない」との声明を発表している。和平協議の方針をめぐり、特に、シリア国民連合の主要組織の一つ、シリア国民評議会に非難の矛先が向いている。しかし、シリア国民評議会も国民連合から離脱の意志を見せており、国民連合の求心力は急速に衰えた。実際に政府軍と戦っている戦闘部隊の意見が十分に反映されていないのが原因の一つとされる。

## 歴代議長の一覧
| 代   | 肖像 | 氏名                                               | 就任日         | 退任日        | 所属政党 |
| ---- | ---- | -------------------------------------------------- | -------------- | ------------- | -------- |
| 1    |      | ムアーズ・アル＝ハティーブ أحمد معاذ الخطيب الحسني | 2012年11月11日 | 2013年4月22日 | 無所属   |
| 暫定 |      | ジョルジュ・サブラー جورج صبرة                     | 2013年4月22日  | 2013年7月6日  | SNC      |
| 2    |      | アフマド・ジャルバ أحمد عوينان العاصي الجربا       | 2013年7月6日   | 2014年7月9日  | SNC      |
| 3    |      | ハーディー・アル＝バハラ هادي البحرة               | 2014年7月9日   | 2015年1月5日  | 無所属   |
| 4    |      | ハーリド・ハウジャ خالد خوجة                       | 2015年1月5日   | 2016年3月5日  | 無所属   |
| 5    |      | アナス・アル＝アブダ أنس العبدة                    | 2016年3月5日   | 2017年5月6日  | SNC      |
| 6    |      | リヤード・セイフ رياض سيف                          | 2017年5月6日   | 2018年5月6日  | 無所属   |
| 7    |      | アブドゥッラフマーン・ムスタファ عبد الرحمن مصطفى  | 2018年5月6日   | 2019年6月29日 | STM/SNC  |
| 8    |      | アナス・アル＝アブダ أنس العبدة                    | 2019年6月29日  | 2020年7月12日 | SNC      |
| 9    |      | ナセル・アル＝ハリーリー نصر الحريري               | 2020年7月12日  | 2021年7月12日 | IRM/SNC  |
| 10   |      | サーレム・アル＝メスレト سالم المسلط               | 2021年7月12日  | 2023年9月12日 | SNC      |
| 11   |      | ハーディー・アル＝バハラ هادي البحرة               | 2023年9月12日  | （現職）      | 無所属   |

### 所属政党
- SNC：シリア国民連合
- STM：シリア・トルクメン会議（英語版、アラビア語版）
- IRM：独立革命運動

## 歴代首相の一覧
| 代   | 肖像           | 氏名                                              | 就任日        | 退任日        | 所属政党 |
| ---- | -------------- | ------------------------------------------------- | ------------- | ------------- | -------- |
| 暫定 |                | ガッサーン・ヒートー غسان هيتو                    | 2013年3月18日 | 2013年9月14日 | 無所属   |
| 1    |                | アフマド・トーメ أحمد طعمة                        | 2013年9月14日 | 2014年7月22日 | 無所属   |
| 2    | 2014年10月14日 | アフマド・トーメ أحمد طعمة                        | 2016年5月16日 |               | 無所属   |
| 3    |                | ジャワード・アブー・ハタブ جواد أبو حطب           | 2016年5月16日 | 2019年3月10日 | 無所属   |
| 4    |                | アブドゥッラフマーン・ムスタファ عبد الرحمن مصطفى | 2019年6月30日 | （現職）      | STM/SNC  |

### 所属政党
- SNC：シリア国民連合
- STM：シリア・トルクメン会議（英語版、アラビア語版）